# ساردس (جورجيا)
ساردس (بالإنجليزية: Sardis, Georgia)‏ هي مدينة تقع في مقاطعة بورك، جورجيا بولاية جورجيا في الولايات المتحدة. تبلغ مساحة هذه المدينة 4.05 (كم²)، وترتفع عن سطح البحر 73 م، بلغ عدد سكانها 999 نسمة في عام 2010 حسب إحصاء مكتب تعداد الولايات المتحدة.

## وصلات خارجية
- Cities & Counties - Georgia.gov